# 金峰镇 (重庆市)
金峰镇，是中华人民共和国重庆市开州区下辖的一个乡镇级行政单位。

## 行政区划
金峰镇下辖以下地区：
金玉社区、青橙村、富民村、宝丰村、中山村、大义村和青山村。